# 短喙黄堇
短喙黄堇（学名：Corydalis brevirostrata）为罂粟科紫堇属下的一个种。

## 扩展阅读
- 維基物種上的相關：短喙黄堇